# رأس سدر
رأس سدر، مدينة مصرية، تتبع محافظة جنوب سيناء، تقع على خليج السويس وتبعد عن مدينة القاهرة 200 كيلومترًا.

## الجغرافيا

### الموقع
تبعد رأس سدر عن القاهرة 200 كيلومترا تقريبا وذلك عبر نفق الشهيد أحمد حمدي، على خليج السويس بساحل البحر الأحمر، تتكون من ثلاث مناطق: وادي سدر، سدر وأبو صويرة. المنطقة عرفت منذ عهد المصريين القدماء والنبي موسى والمسيح والإغريق والرومان.
يمتد الشاطئ الرملي للمنطقة بطول 95 كم حيث منتجع راس سدر وتجذب المنطقة هواة مراقبة الطيور ولاسيما طيور السمان والماعز الجبلية المنتشرة في المنطقة، كما وجد في المنطقة حمامات وعيون مياه كبريتية طبيعية استشفائية، منها ما اكتشف قبل نحو 5000 عام تقريبًا وتصل الحرارة بها الي 75درجة مئوية منها عيون موسي وعين وادي تراقي.

### المناخ
تتميز رأس سدر بمناخ صحراوي حار.
| البيانات المناخية لـرأس سدر        | البيانات المناخية لـرأس سدر | البيانات المناخية لـرأس سدر | البيانات المناخية لـرأس سدر | البيانات المناخية لـرأس سدر | البيانات المناخية لـرأس سدر | البيانات المناخية لـرأس سدر | البيانات المناخية لـرأس سدر | البيانات المناخية لـرأس سدر | البيانات المناخية لـرأس سدر | البيانات المناخية لـرأس سدر | البيانات المناخية لـرأس سدر | البيانات المناخية لـرأس سدر | البيانات المناخية لـرأس سدر |
| الشهر                              | يناير                       | فبراير                      | مارس                        | أبريل                       | مايو                        | يونيو                       | يوليو                       | أغسطس                       | سبتمبر                      | أكتوبر                      | نوفمبر                      | ديسمبر                      | المعدل السنوي               |
| ---------------------------------- | --------------------------- | --------------------------- | --------------------------- | --------------------------- | --------------------------- | --------------------------- | --------------------------- | --------------------------- | --------------------------- | --------------------------- | --------------------------- | --------------------------- | --------------------------- |
| الدرجة القصوى °م (°ف)              | 26.0 (78.8)                 | 30.6 (87.1)                 | 36.5 (97.7)                 | 37.0 (98.6)                 | 43.2 (109.8)                | 42.3 (108.1)                | 43.3 (109.9)                | 42.3 (108.1)                | 41.0 (105.8)                | 37.6 (99.7)                 | 31.5 (88.7)                 | 27.0 (80.6)                 | 43.3 (109.9)                |
| متوسط درجة الحرارة الكبرى °م (°ف)  | 18.9 (66.0)                 | 20.5 (68.9)                 | 22.8 (73.0)                 | 27.3 (81.1)                 | 31.2 (88.2)                 | 34.0 (93.2)                 | 35.1 (95.2)                 | 34.8 (94.6)                 | 32.2 (90.0)                 | 28.9 (84.0)                 | 24.3 (75.7)                 | 20.4 (68.7)                 | 27.5 (81.5)                 |
| المتوسط اليومي °م (°ف)             | 13.6 (56.5)                 | 14.9 (58.8)                 | 16.8 (62.2)                 | 20.8 (69.4)                 | 24.0 (75.2)                 | 26.8 (80.2)                 | 28.3 (82.9)                 | 28.3 (82.9)                 | 26.3 (79.3)                 | 23.1 (73.6)                 | 18.4 (65.1)                 | 15.0 (59.0)                 | 21.4 (70.5)                 |
| متوسط درجة الحرارة الصغرى °م (°ف)  | 8.1 (46.6)                  | 9.0 (48.2)                  | 10.6 (51.1)                 | 14.1 (57.4)                 | 17.2 (63.0)                 | 19.9 (67.8)                 | 21.7 (71.1)                 | 22.0 (71.6)                 | 20.0 (68.0)                 | 17.4 (63.3)                 | 13.0 (55.4)                 | 9.6 (49.3)                  | 15.2 (59.4)                 |
| أدنى درجة حرارة °م (°ف)            | 2.8 (37.0)                  | 0.0 (32.0)                  | 4.6 (40.3)                  | 6.9 (44.4)                  | 10.8 (51.4)                 | 14.0 (57.2)                 | 17.6 (63.7)                 | 18.8 (65.8)                 | 15.4 (59.7)                 | 11.5 (52.7)                 | 9.3 (48.7)                  | 3.8 (38.8)                  | 0.0 (32.0)                  |
| الهطول مم (إنش)                    | 4 (0.2)                     | 2 (0.1)                     | 3 (0.1)                     | 2 (0.1)                     | 0 (0)                       | 0 (0)                       | 0 (0)                       | 0 (0)                       | 0 (0)                       | 0 (0)                       | 1 (0.0)                     | 3 (0.1)                     | 15 (0.6)                    |
| متوسط أيام هطول الأمطار (≥ 1.0 mm) | 0.1                         | 0.1                         | 0.1                         | 0                           | 0                           | 0                           | 0                           | 0                           | 0                           | 0                           | 0                           | 0.1                         | 0.4                         |
| متوسط الرطوبة النسبية (%)          | 60                          | 57                          | 57                          | 53                          | 51                          | 53                          | 54                          | 58                          | 60                          | 62                          | 61                          | 60                          | 57.2                        |
| المصدر: NOAA                       |                             |                             |                             |                             |                             |                             |                             |                             |                             |                             |                             |                             |                             |

يسكن المدينة أغلبية من بدو سيناء وهم في مناطق وادي سدر وأبو صويرة أما عن سدر فهي مركز المدينة أغلب من بها من مصريي وادي النيل جاؤوا للعمل.

## الاستثمارات
قال تقرير حكومي مصري ان الاستثمارات السعودية نمت بشكل كبير في قطاع السياحة المصري لتتصدر الدول العربية في بعض المناطق الساحلية. قدر تقرير حديث لهيئة التنمية السياحية أن حجم الاستثمارات العربية والأجنبية في المشروعات السياحية المصرية الواقعة في الأراضي التابعة لهيئة التنمية السياحية خارج كردون المدن والمحافظات ارتفع ليصل إلى 6 مليارات و 210 ملايين و 690 ألف جنيه للمشروعات السياحية التي حصلت على تخصيص نهائي من قبل هيئة التنمية السياحية.
وأضاف أن المساهمة العربية في هذه الاستثمارات بلغت نحو 4 مليارات و 682 مليونا و 190 ألف جنيه في حين كان حجم الاستثمارات والمساهمات الأجنبية نحو مليار و 528 مليونا و 500 ألف جنيه.
وأشار التقرير إلى أن هذه الاستثمارات كانت وراء إضافة 37 ألفا و 610 غرف فندقية لحجم الطاقة الفندقية إلى جانب وجود 7665غرفة أخرى تحت التشغيل والتقييم الفندقي. مؤكدا أن هناك في الوقت الراهن 47ألفا و 209غرف فندقية تحت الإنشاء والتنفيذ. مما يعني أن حجم الطاقة الإجمالية في المشروعات السياحية خارج نطاق المدن خلال السنوات الخمس القادمة قد يصل لنحو 92 ألفا و 484 غرفة فندقية بخلاف مايتم تنفيذه وإنشاؤه داخل كردون المدن والمحافظات - ويقدر حجم الطاقة الايوائية الفندقية الإجمالية بمصر لنحو 147 ألف غرفة وفقا لإحصائيات وزارة السياحة حتى منتصف العام الحالي.
وقال تقرير هيئة التنمية السياحية إن منطقة البحر الأحمر والتي تضم المراكز السياحية (الغردقة / القصير / مرسى علم) استحوذت على النصيب الأكبر من الطاقة الفندقية سواء التي تم افتتاحها أو التي تحت التشغيل والتقييم أو التي تحت التنفيذ حيث بلغت 44ألفا و 247غرفة فندقية. وبلغ اجمالي الطاقة الفندقية في منطقة جنوب سيناء التي تضم (شرم الشيخ / طابا / نويبع / رأس سدر) 41ألفا و 674غرفة فندقية. والعين السخنة 6آلاف و 563غرفة فندقية.
وأشار إلى أن الكويت جاءت في صدارة الدول العربية التي لها استثمارات في البحر الأحمر وبلغت 3 مليار و105 ملايين و500 ألف جنيه نظرا للاستثمارات التي تم ضخها في مشروع إنشاء مطار مرسى علم والمنتجع العالمي (بورت غالب). وبلغ حجم الاستثمارات السعودية في هذه المنطقة نحو 108 ملايين جنيه. ولبنان 85,150,000 جنيه وتونس بنحو 531 مليون جنيه.
وقال إن منطقة خليج العقبة اقتصرت المنافسة فيها على السعودية وليبيا وجاءت الأولى باستثمارات إجمالية 95,800,000 جنيه وليبيا بنحو 24,200,000 جنيه.
وفي منطقة العين السخنة تركزت الاستثمارات السعودية في المقدمة بنحو 497 مليون جنيه، ثم الكويت بـ 157,590,000 جنيه وبعدها الاستثمارات العمانية 100,400,000 جنيه. ثم الاستثمارات المشتركة بين المستثمرين الكويتيين والبحرينيين بنحو 40,250,000 جنيه.
وأوضح أن الاستثمارات السعودية جاءت في صدارة المساهمات العربية في منطقة رأس سدر حيث بلغت 307,690,000 جنيه. ثم الاستثمارات المشتركة بين الكويت والبحرين بنحو 56مليونا. والاستثمارات المشتركة بين السعودية ولبنان بنحو 49,200,000 جنيه. وشاركت سوريا في هذه الاستثمارات بنحو 23,910,000 جنيه.

## السياحة
يقصدها السياح بشكل متزايد حيث تتمتع المنطقة بسواحل رملية قليلة الأعشاب والأملاح البحرية، ومياهها هادئة. يوجد بها معالم سياحية مثل «قلعة الجندي» أو «قلعة سدر» وهي قلعة من الصخر أسست أثناء توجه جيوش صلاح الدين لمحاربة الصليبيين، وبها أيضا حمامات فرعون الشهيرة والتي تنبض بمياه من الجبل وهو مزار سياحي، إضافة لنقوش منطقة المغارة، عين رأس سدر الكبريتية.
يوجد بالمدينة عدد من القرى السياحية والفنادق على الشواطئ والتي تلقي إقبالًا متزايدًا من السياح المصريين نتيجة قرب راس سدر من القاهرة إضافة إلى السياحة الأجنبية كما تعرف راس سدر بسياحة السفاري التي تشتهر بها.
في عام 2002 عثر على حوت هندي بمنطقة رأس سدر على بعد 50 كليو متر من مدينة السويس على شاطيء خليج السويس. والحوت ينتمي إلى عائلة البالدية التي تتميز بكير حجمها ووزرنها، حيث يصل وزنها بين 15:20 طنا، ويبلغ طوله 16 مترًا، ويعيش في المياة الاستوائية وأنه ضل طريقه من المحيط الهندي ووصل الي خليج السويس عن طريق مضيق باب المندب.
وفي عام 2008 كشفت بعثة الآثار المصرية عن كهف بمنطقة حمام فرعون بجنوب سيناء استخدم كملجأ للمسيحيين الفارين من الاضطهاد الروماني في القرنين الرابع والخامس الميلاديين.

## معرض صور

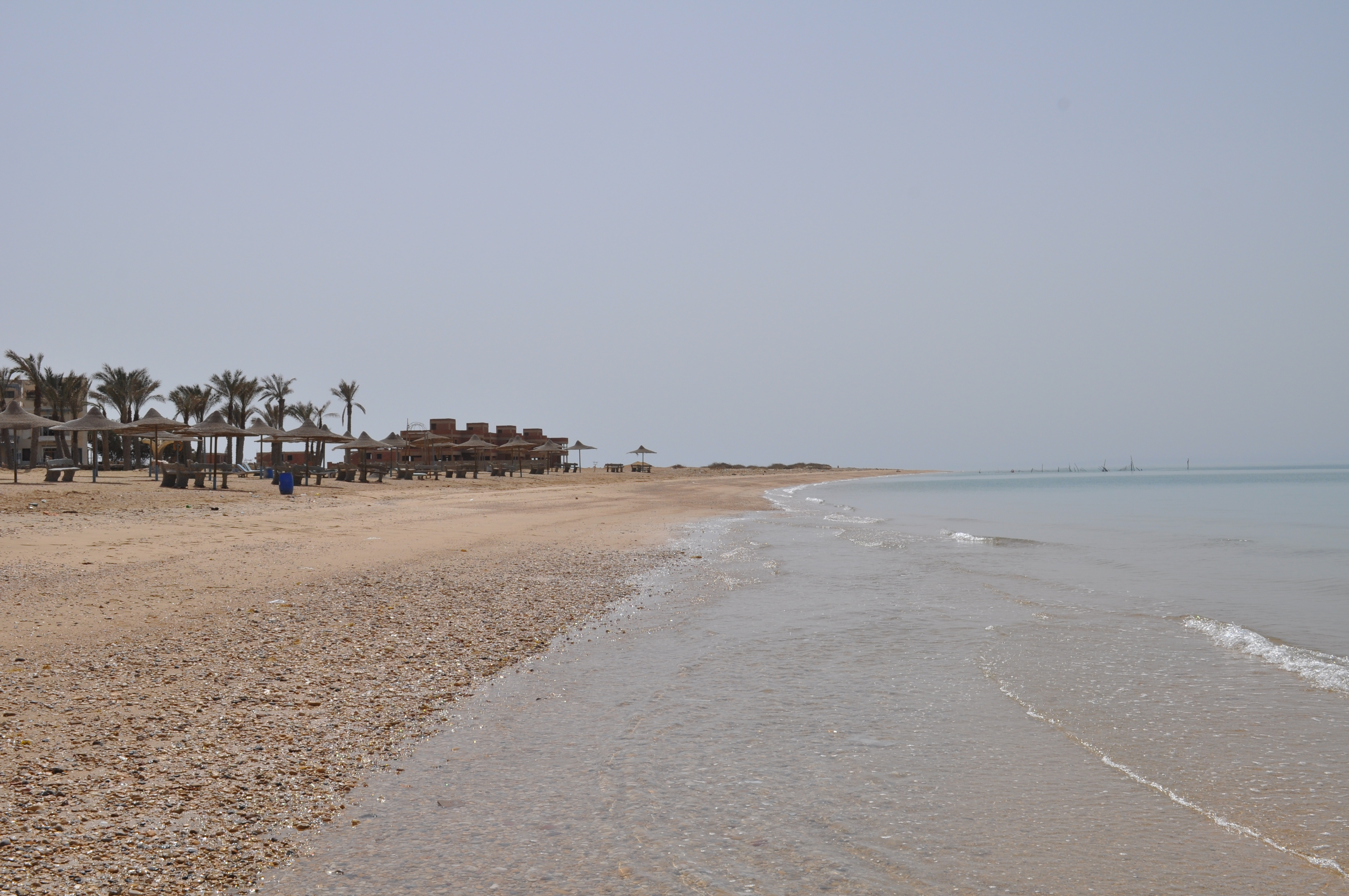
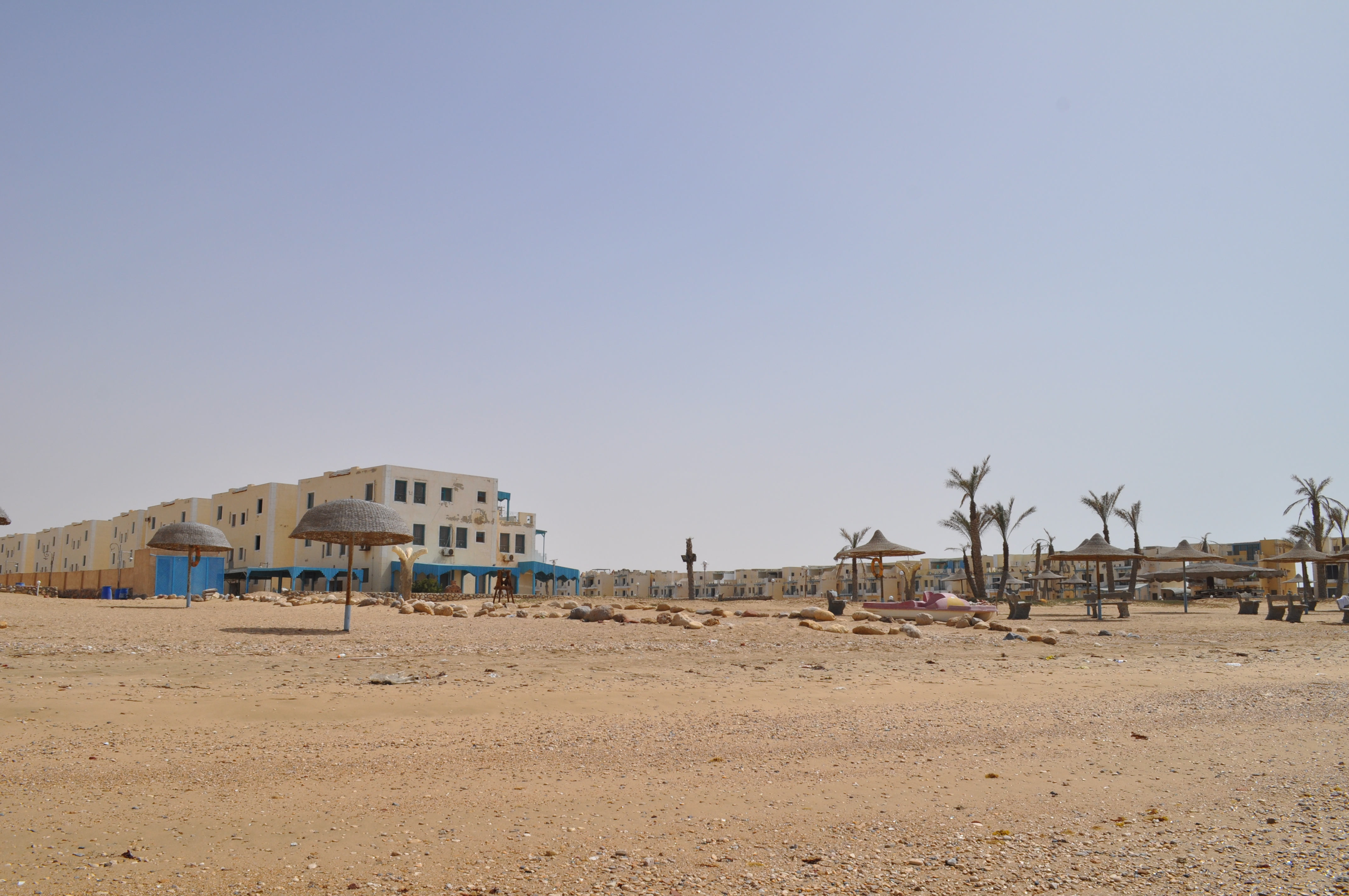
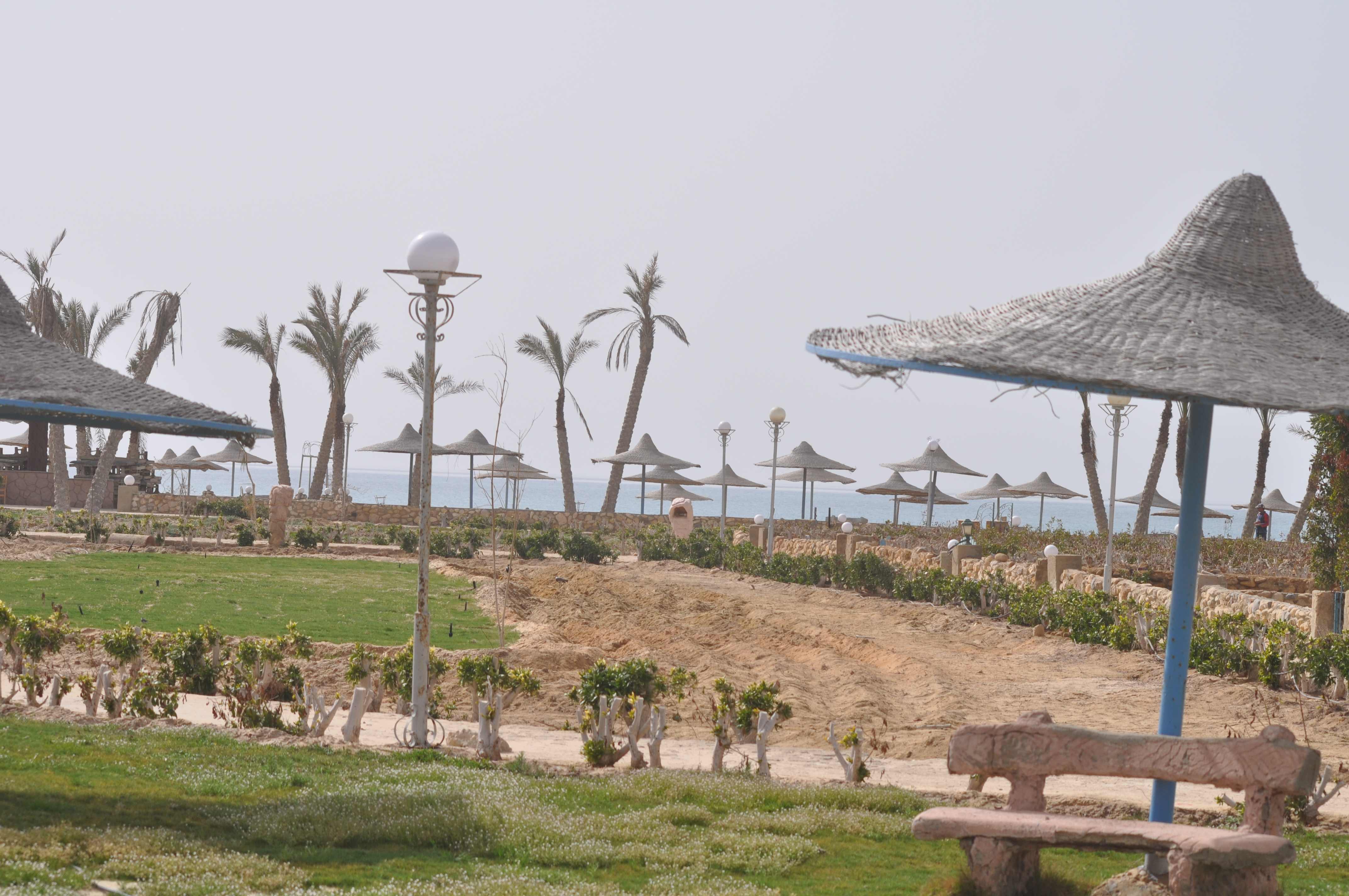
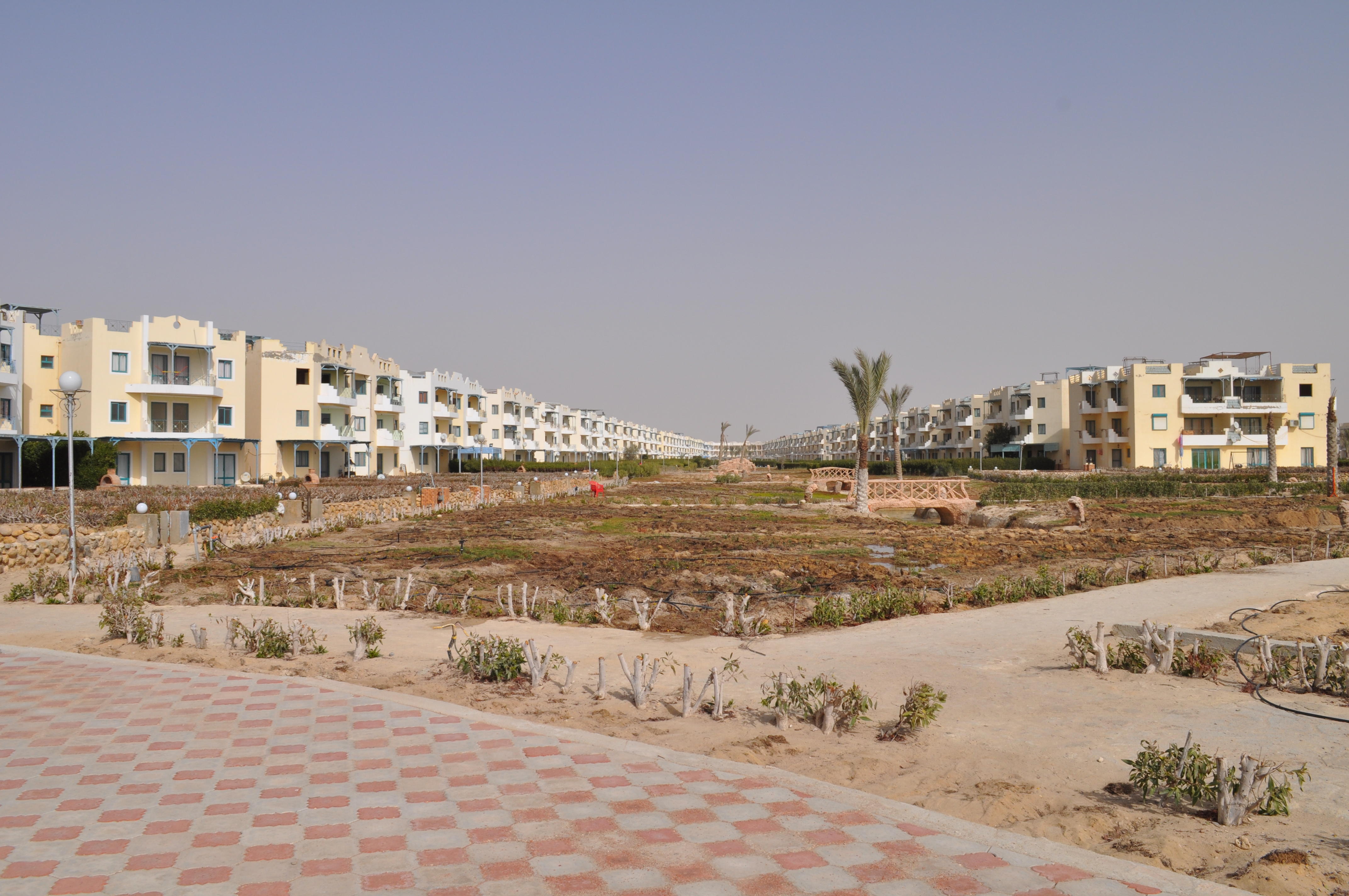
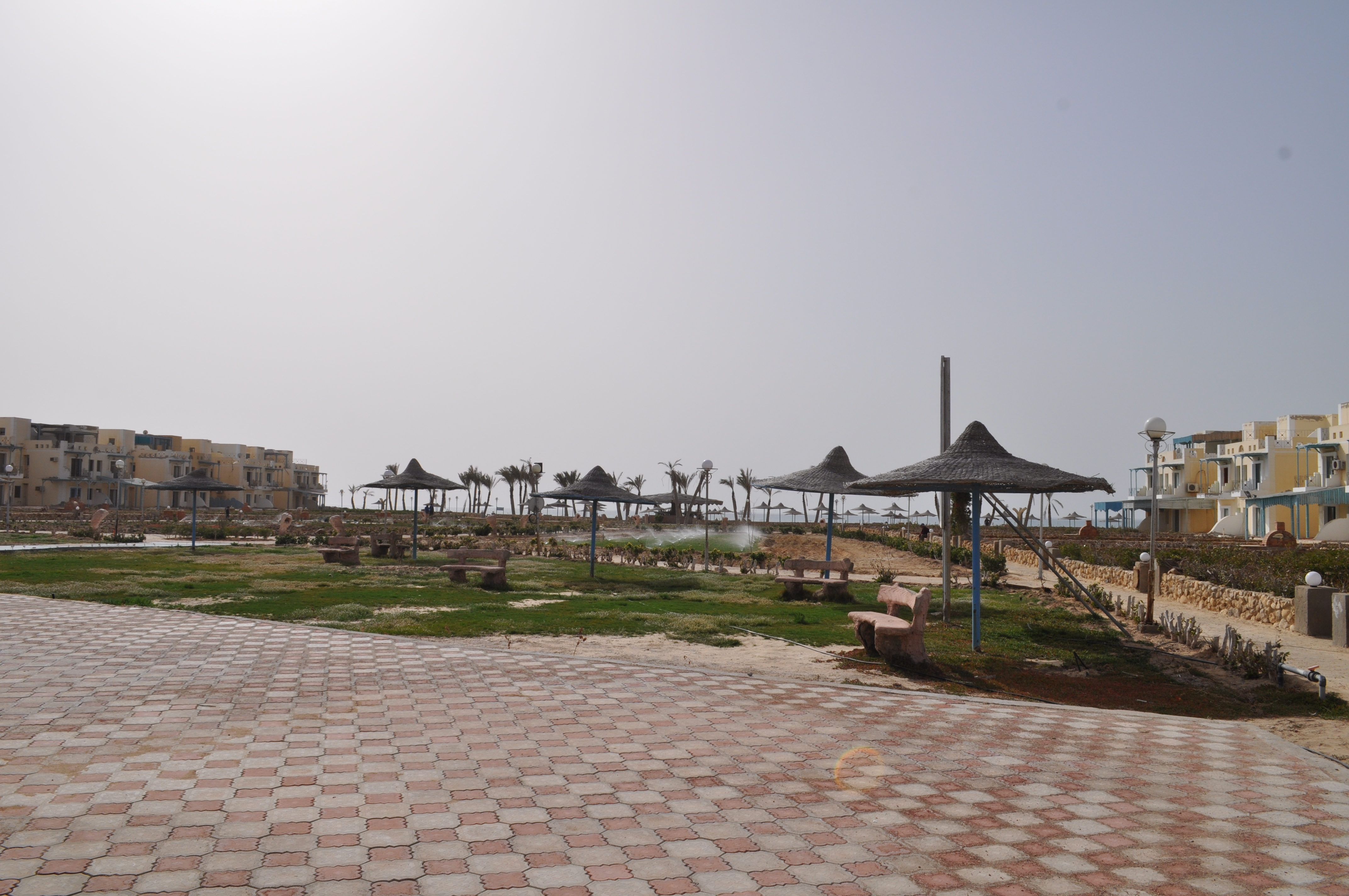
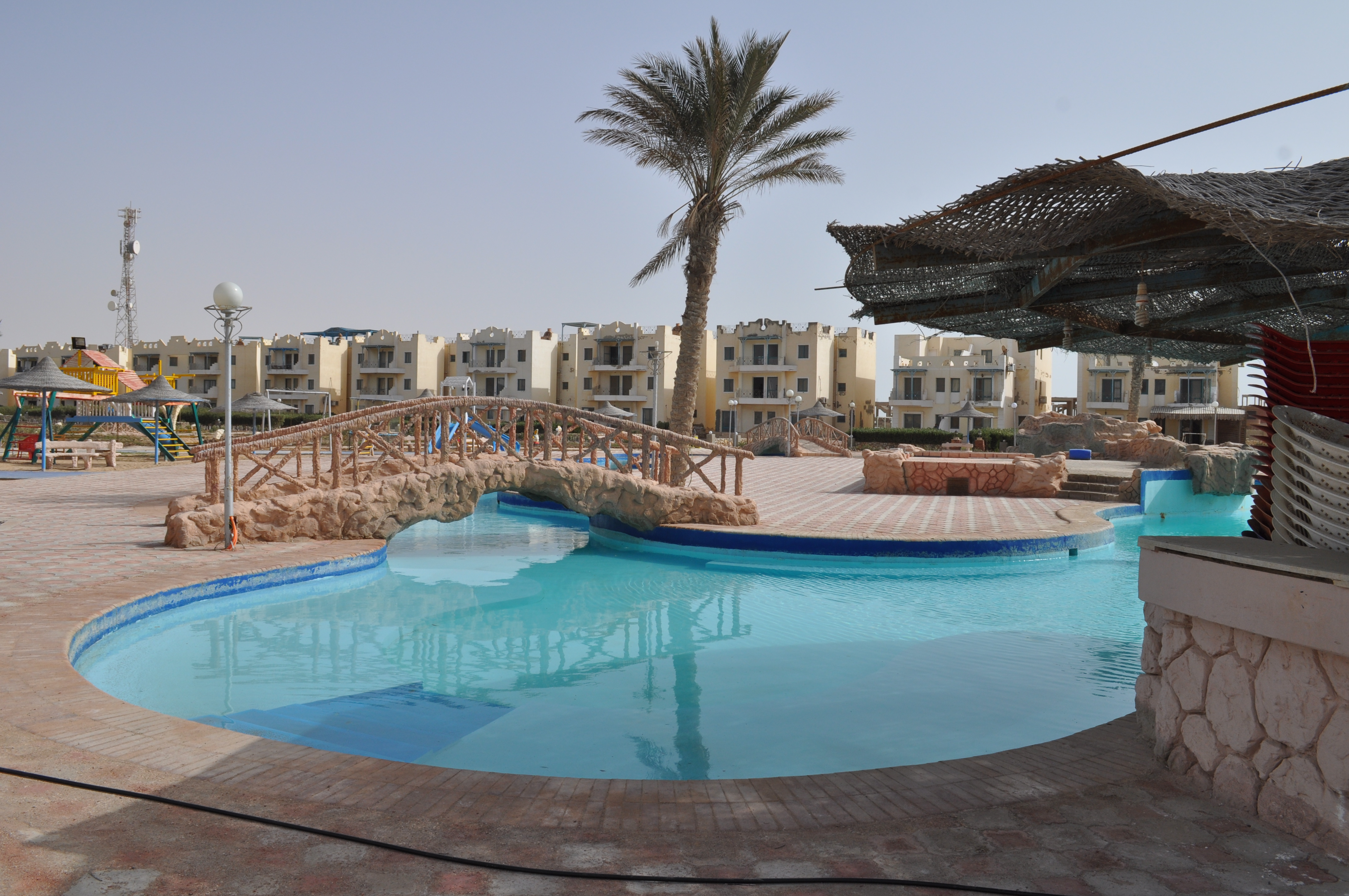
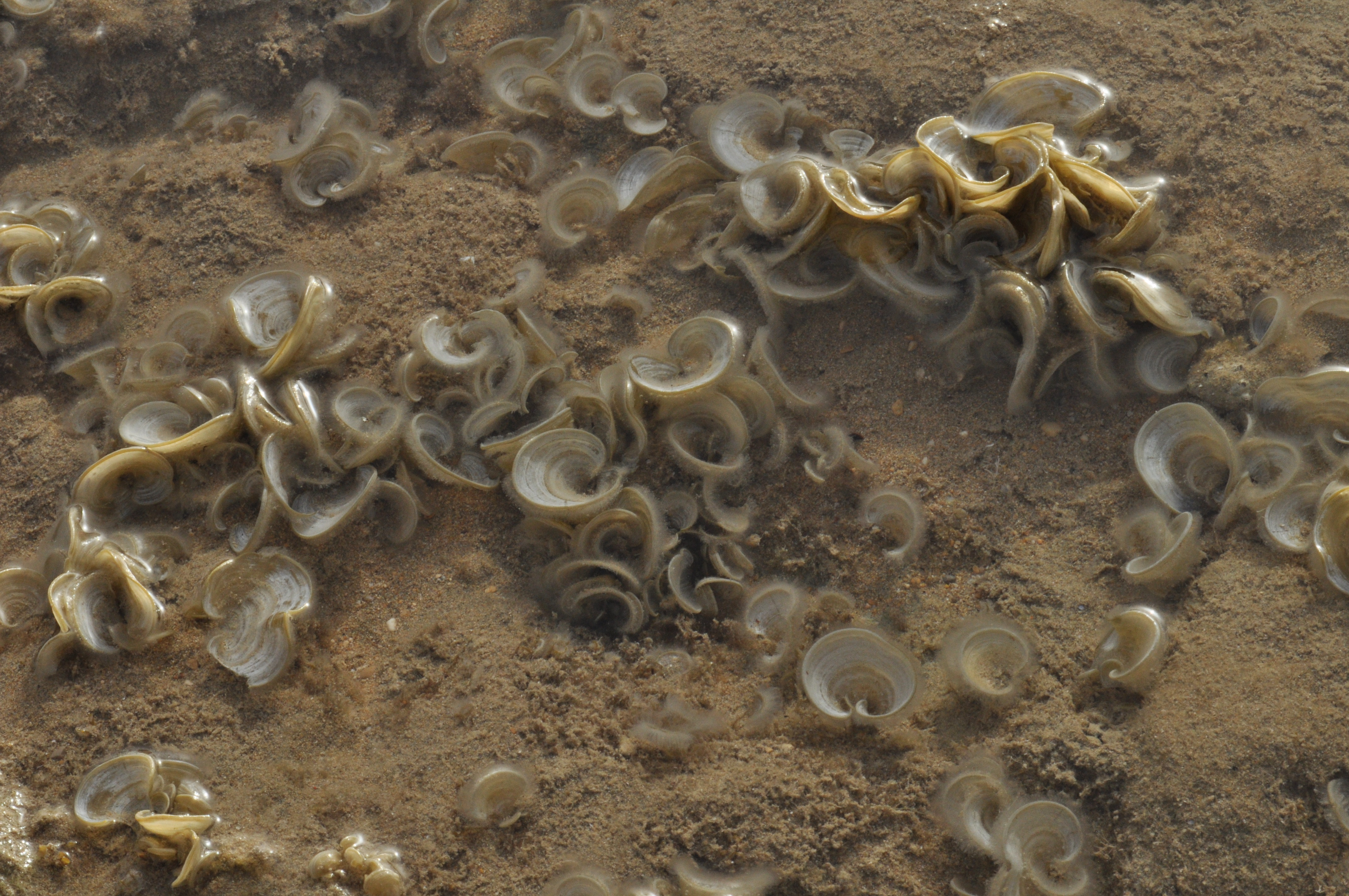
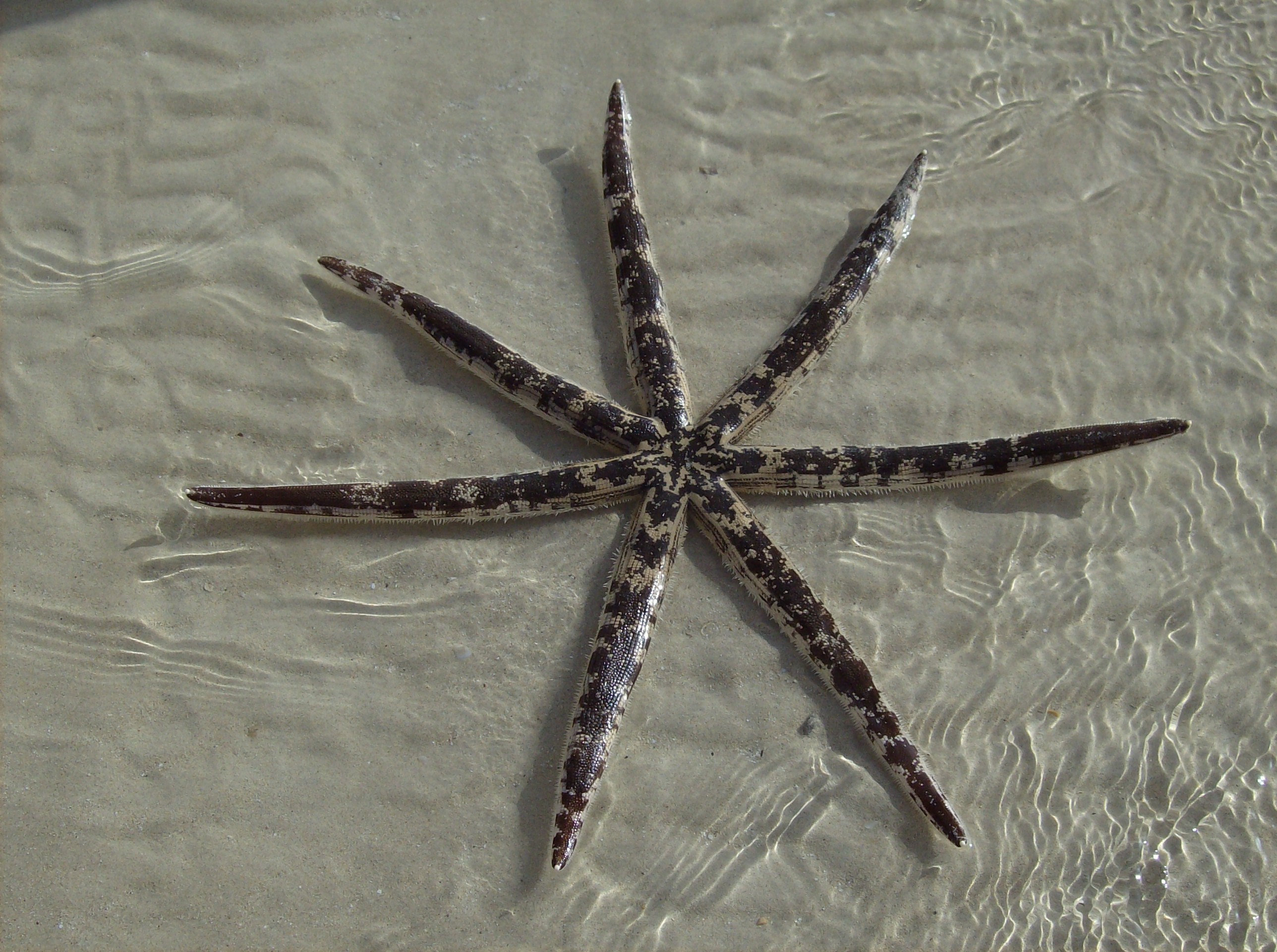